# Бедюм
Бедюм (нидерл. Bedumо файле) — город и бывшая община в нидерландской провинции Гронинген. 1 января 2019 года Бедюм вошёл в состав новой общины Хет-Хогеланд.

## Достопримечательности
Город Бедюм знаменит своей «церковью с падающей башней».